# 대니 맥브라이드
대니 맥브라이드(Danny McBride, 1976년 12월 29일 ~ )는 미국의 배우, 희극인, 연출자, 각본가이다.

## 출연 작품
- 쿵푸팬더 2 - 울프 보스 역 (목소리)
- 에이리언: 커버넌트
- 던디: 더 선 오브 어 레전드 리턴 홈
- 앵그리 버드 2: 독수리 왕국의 침공 - 밤 역
- 할로윈 킬스 (각본)
- 미첼 가족과 기계 전쟁 - 릭 미첼 역